# П'ять доказів існування Бога
«П'ять доказів існування Бога» (лат. Quinque viæ) — п'ять шляхів доказу існування Бога, викладених католицьким філософом і богословом XIII століття Томою Аквінським у його книзі «Сума теології».

## Автор
Тома́ Акві́нський  — теолог, філософ-схоласт, монах-домініканець, учитель Церкви та християнський святий. Один із найвизначніших та найвпливовіших мислителів всесвітньої історії. Засновник теологічної та філософської школи томізму. У своїй праці «Сума теології» (1225-1274) проголосив «П'ять доказів існування Бога». 

## Короткий зміст доказів
1. - Має існувати Першодвигун. Ми знаємо, що все, що перебуває в русі, спричинене рушійною силою. Ніщо у світі не рухається саме по собі, тому першодвигун має спричинити перший поштовх, при цьому сам він рухатись не може. Цю концепцію Тома наслідує від Аристотеля.
2. - Повинна існувати Першопричина. Так само ми бачимо, що багато речей є результатом причини і наслідків. Оскільки ніщо не може зробити самого себе, має бути якась першопричина, початок всіх початків. Це і є Бог.
3. - Необхідне буття. Все, що існує, залежить від чогось іншого у своєму існуванні (наприклад, діти існують завдяки своїм батькам, аж до перших чоловіка і жінки). Обов'язково має бути Істота, яка існує раніше за всі речі, від якої виходить все існування, і яка не залежить у своєму існуванні від жодної іншої істоти.
4. - Досконала Істота.  Так само як ми можемо знати, що є речі більш або менш красиві, істинні, гідні тощо. Але «більш» чи «менш» говориться про речі, які в той чи інший спосіб наближені до деякої своєї міри (ідеалу). Тому необхідним є існування чогось абсолютно істинного, найкращого та гідного, і ця досконала сутність — Бог.
5. - Має існувати Творець. Світ є доказом хитромудрого і складного задуму. Очевидно, що дії речей, позбавлених розуму, наприклад, природних тіл, таких, що спрямовані до якоїсь мети та завжди або майже завжди ведуть до неї якнайкраще. Звідси зрозуміло, що їхня цілеспрямованість не випадкова, а спрямовується свідомою волею, що свідчить про Творця[1].

## Доказ перший. Бог — першопричина руху
Викладаючи свої 5 доказів буття Бога, Фома Аквінський має їх у певному порядку. Починає він з того, що бере за основу істину, яка стверджує безперервність руху всього сущого в цьому світі. Тут з ним важко не погодитися, оскільки, як відомо, всі матеріальні об'єкти, від крихітного атома до космічних тіл знаходяться в постійному русі. Навіть гора, що утворилася мільйони років тому, або шафа, яка не один рік стоїть у кутку кімнати, роблять безперервний шлях разом з Землею.
Однак найпростіший досвід показує, що перш ніж покотиться віз, його потрібно зрушити з місця, і яхта не попливе до тих пір, поки її вітрила не наповняться вітром. Простіше кажучи, для того щоб щось змістилося і почало свій шлях, потрібен поштовх – імпульс. Що ж у такому випадку дало початок всеосяжному процесу світового руху? Раз воно є очевидним фактом, то має існувати і його неочевидне для нас джерело, яким, за твердженням Фоми Аквінського, може бути тільки Бог. Це перше з 5 доказів буття Бога Фоми Аквінського в наші дні отримало назву "кінетичного".

## Доказ другий. Бог — першопричина всього сущого
Продовжуючи свої міркування, богослов зупиняється на тому, що кожен об'єкт оточуючої нас реальності – це не що інше, як наслідок якоїсь упроваджувальної причини. Колос росте з насіння, всяка жива істота, включаючи й людину, з 'являється на світ з материнського черева, дим підіймається в небо від вогню і так далі.
При цьому Фома Аквінський зауважує, що жоден матеріальний об'єкт не може бути причиною появи самого себе, інакше б довелося визнати, що він існував ще раніше, ніж опинився на цьому світі. Простіше кажучи, яйце не може саме себе знести – потрібна курка, а будинок не побудується сам по собі – для цього необхідний будівельник.
Таким чином, слід визнати, що кожен об'єкт цього світу є результатом довгого ланцюга наслідків і причин, початком якої є якесь першоджерело. Оскільки він знаходиться на початку ланцюга, то його існування не можна розглядати як наслідок попереджуючої його причини (його просто немає), і в той самий час саме він повинен бути причиною появи всіх наступних ланок. Звідси напрошується висновок, що якби його не існувало, то не міг виникнути й подальший ланцюг причин і наслідків, а, отже, нічого у світі не існувало. У своїх 5 доказах буття Бога цю першопричину всього сущого Фома Аквінський називає Творцем Всесвіту.

## Доказ третій. Перехід від потенції до реальності
Наступний аргумент, так само як і всі 5 доказів буття Бога Фоми Аквінського, спирається на закон причини й наслідку. Однак хід думки в ньому дещо інший. Богослов бере за основу положення, що кожна річ володіє можливістю як потенційного, так і реального буття. Іншими словами, вона може існувати на світі, а може і ні.
Однак якби всі речі перебували лише в стані нереалізованої потенції, то на світі взагалі нічого не було. Відповідно, повинна бути якась рушійна сила, що виробляє їх перехід з потенційного в реальний стан, і нею, на думку Фоми Аквінського, може бути тільки Бог. На цьому він засновує свій третій доказ існування Творця світу.

## Доказ четвертий. Бог є найвищим ступенем досконалості
Сучасні дослідники вказують на витоки філософії Фоми Аквінського. 5 доказів буття Бога, як і ряд інших його робіт, багато в чому співзвучні положенням Арістотеля (IV століття до н. е.), що стало основою сформульованих ним законів формальної логіки. Зокрема, давньогрецький філософ стверджував, що всьому сущому у світі відповідає певний ступінь досконалості, однак, пізнається вона лише в порівнянні з чим-небудь іншим. Простіше кажучи, поняття досконалості відносно, і залежить від того, з чим порівнювати даний предмет.
Саме це твердження лягло в основу четвертого з 5 доказів буття Бога Фоми Аквінського. Коротко його можна сформулювати наступним чином: якщо про ступінь досконалості предмета заведено говорити лише через його порівняння з іншим предметом, значить, повинен існувати якийсь вищий критерій, що перевершує собою все сутнє в світі. Саме цю межу досконалості Фома Аквінський і називає Богом. В історію релігії це його твердження увійшло як "доказ від ступеня досконалості".

## Доказ п'ятий. Доцільність всього, що відбувається у світі
Подібно до того, як всі 5 доказів буття Бога Фоми Аквінського орієнтовані на першопричину явища, так само побудовано й останнє його твердження. У ньому він звертає увагу на осмисленість і доцільну спрямованість всього, що відбувається у світі. Особливо це помітно на прикладі живих істот, серед яких головне місце по праву відведено людині.
У своїх міркуваннях італійський богослов підкреслює, що все живе на світі, усвідомлено чи ні, прагне до досягнення якоїсь раціональної мети. Нею може бути продовження роду, створення більш комфортних умов існування і так далі. Іншими словами, світ цілеспрямовано рухається на краще. З цього філософ робить висновок, що у цього постійного і всеосяжного процесу має бути рушійний початок - якась вища істота, що визначає напрямок руху, і створює передумови для його здійснення. Такою вищою істотою, згідно з теорією Фоми Аквінського, є Бог.